# Frederik Ferdinand af Slesvig-Holsten-Sønderborg-Glücksborg
Hertug Frederik Ferdinand til Slesvig-Holsten-Sønderborg-Glücksborg (født 12. oktober 1855, død 21. januar 1934) var hertug af Slesvig-Holsten-Sønderborg-Glücksborg fra 1885 til 1934.
Hertug Frederik Ferdinand var den ældste søn af hertug Frederik af Slesvig-Holsten-Sønderborg-Glücksborg og var dermed nevø til kong Christian 9. af Danmark.

## Biografi
Prins Frederik Ferdinand blev født den 12. oktober 1855 i Kiel i Hertugdømmet Holsten som andet barn og ældste søn af den daværende prins Frederik af Slesvig-Holsten-Sønderborg-Glücksborg i hans ægteskab med prinsesse Adelheid af Schaumburg-Lippe. Han blev arveprins, da hans far tiltrådte som hertug ved sin barnløse storebror, Hertug Carls død den 24. oktober 1878.
Frederik Ferdinand blev selv hertug ved faderens død den 27. november 1885. Han mistede dog sin titel, da monarkierne blev afskaffet i Tyskland ved Novemberrevolutionen i 1918. Uofficielt fortsatte brugen af hertugtitlen dog, også efter 1918. I 1931 blev han endvidere overhoved for det Oldenborgske hus og tronprætendent i Slesvig-Holsten, da den augustenborgske gren af fyrstehuset uddøde dette år.
Hertug Frederik Ferdinand døde 78 år gammel den 21. januar 1934 på Louisenlund i nærheden af Slesvig i Slesvig-Holsten. Han blev efterfulgt som hertug af sin eneste søn, Frederik.

## Ægteskab og børn
Arveprins Frederik Ferdinand giftede sig den 19. marts 1885 i Primkenau i Schlesien med prinsesse Caroline Mathilde af Slesvig-Holsten-Sønderborg-Augustenborg, datter af hertug Frederik Christian August af Slesvig-Holsten-Sønderborg-Augustenborg og prinsesse Adelheid af Hohenlohe-Langenburg. I ægteskabet blev der født seks børn, fem døtre og en søn.

### Børn
1. Victoria Adelheid, (1885-1970), gift med Hertug Carl Eduard af Sachsen-Coburg-Gotha, de var mormor og morfar til kong Carl XVI Gustaf af Sverige.
2. Alexandra Viktoria, (1887-1957), gift med 1: Prins August Wilhelm af Preussen, gift med 2: Arnold Rümann.
3. Helena, (1888-1962), gift med Harald af Danmark, søn af Frederik VIII af Danmark og Louise af Sverige-Norge.
4. Adelheid Louise (1889-1964), gift med fyrst Friedrich af Solms-Baruth.
5. Frederik, titulær hertug af Slesvig-Holsten-Sønderborg-Glücksborg (1891-1965), gift med Marie Melita af Hohenlohe-Langenburg.
6. Caroline-Mathilde (1894-1972), gift med greve Hans af Solms-Baruth.